# 絶対直球女子!プレイボールズ
絶対直球女子!プレイボールズ（ぜったいちょっきゅうじょし プレイボールズ）は、2015年3月から2020年2月まで活動していた日本の女性アイドルグループ7人組ユニット。プロデューサーはHKT48のデビューシングル「スキ!スキ!スキップ!」の作曲を担当したコバヤシユウジ。イメージキャラクターは「熱血くん」。

## 概要
メンバーは元野球部・ソフトボール部、野球部マネージャー、元チアリーダー、吹奏楽応援団など、何らかの形で野球に携わった経験を持っており野球好きを標榜する。
結成当初は2017年に開催のWBCに出場する侍ジャパンの公式サポーター就任を目指し活動を行っていた。
活動に関する用語を野球用語に置き換えて表現する「プレイボールズ用語」が多数ある。例として、ライブを「試合」、単独ライブを「主催試合」、合同ライブを「交流戦」、交流戦で共演する他のアイドルグループを「対戦相手」と呼ぶ。また、主催試合でファンがアンコールを要請する際は「延長戦!延長戦!」とコールする。
ファンの物販購入や応援に応じて、メンバーの成績を独自ルールで 打率・打点・本塁打数に置き換えて、ホームページに公開している。
また独自の特典会として、メンバーとキャッチボールができる「キャッチボール会」が随時開催されている。

## 略歴

### 2015年
- 6月6日、1stシーズン開幕。渋谷クロールにて「主催試合〜私とあなたのヒミツの開幕戦〜」でデビュー戦。
- 7月19日、渋谷RUIDO K2にて「『プレイボールズ1stCD発売記念主催試合』絶対直球勝負!! 〜プレイボールズなりの開幕戦〜」を開催し、CDデビューを果たす。
- 8月14日、明治神宮球場 場外ステージにて試合を開催。
- 8月15日、16日、楽天Koboスタジアム宮城 で開催された「夏スタ!2015ハワイアンフェスタ」にて試合を開催。
- 8月21日、渋谷RUIDO K2にて主催試合「真夏の死のロード 中間地点 〜奥愛梨生誕祭〜 野球だ!浴衣だ!夏祭り!!」を開催。
- 9月5・6日、明治神宮球場にて応援団とのプロ野球観戦企画を開催。
- 9月20日、ナゴヤドームD-STAGEにて試合を開催。
- 9月21日、QVCマリンフィールドボールパークステージにて試合を開催。千葉ロッテvs楽天の試合で始球式に登場しキャプテン大道寺葵が代表して投球を行う。
- 9月26日、渋谷RUIDO K2にて主催試合「「真夏の死のロードツアーファイナル!」〜篠塚つぐみ生誕祭〜最後はやっぱりみんなでゴールしなきゃダ祭よね」を開催。
- 10月12日、1stシーズン閉幕。
- 10月17日、2ndシーズン開幕。渋谷RUIDO K2にて主催試合「新入団選手発表!!〜超規格外!あの大型新人まさかの日本上陸!〜」を開催。第2期メンバー3人がお披露目される。
- 10月28日、大道寺葵が故障者リスト入り。
- 11月8日、渋谷RUIDO K2にて主催試合「野球アイドル頂上決定戦!?ベースボールガールズ VS プレイボールズ」を開催。
- 11月22日、渋谷RUIDO K2にて主催試合「プレミア12 〜Majiでshinkyokuしちゃいそうな約束の5秒前〜」を開催。新曲「ダイビングキャッチ」「野球しようぜ!」が初披露される。
- 12月24日、渋谷RUIDO K2にて主催試合「クリスマスイブ×野球＝プレイボールズ 〜聖なる夜にスクイズを決めろ!!〜」を開催。派生ユニット「Cho・Chu・Mocha」による新曲「恋の牽制球」が初披露される。

### 2016年
- 1月26日、越智美咲が故障者リスト入り。
- 1月31日、2ndシーズン閉幕。渋谷RUIDO K2にて主催試合「2015〜2016「Wow wow wow バカになって踊ろう」FINALバカ」を開催。
- 2月6日、廣島明音が故障者リスト入り。
- 2月13日、渋谷RUIDO K2にて主催試合「バレンティンDAYスペシャル!アーチを掛けろGOバレンティン!あれ何かお菓子いな…気のせいか!」を開催。故障明けの廣島明音が復帰。
- 2月19日、プロ野球キャンプツアー in 沖縄。20、21日に巨人主催のオープン戦が行われた沖縄セルラースタジアム那覇の特設ステージにて試合を開催。故障明けの越智美咲が復帰。
- 3月6日、渋谷TSUTAYA O-WESTにて主催試合「もうみんなで野球しちゃえばいいじゃん!」を開催。故障明けの大道寺葵が復帰。
- 3月20日、渋谷RUIDO K2にて主催試合「越智美咲&石田千紘 生誕祭 〜シーズン前にガチンコ紅白戦や!!〜」を開催。
- 3月24日、廣島明音が活動休止。
- 3月25日、3rdシーズン開幕。第3期メンバー加入が公式サイトにて発表される。
- 4月13日、渋谷TSUTAYA O-EASTで開催されたJAPAN IDOL SUPER LIVE 2016 vol.4〜新学期・新年度大感謝祭〜 にて、第3期メンバーがお披露目される。
- 4月16日、半田詩保子が出場選手登録抹消。
- 4月18日、越智美咲が出場選手登録抹消。
- 4月20日、大道寺葵が出場選手登録抹消。
- 5月4日、渋谷RUIDO K2にて主催試合「観月彩恵生誕祭!!〜新曲をやるかやらないかは、野球の神様のみが知る〜」を開催。新曲「内野でも外野でもいい、球場へ連れて行ってね」が初披露される。
- 5月15日、大道寺葵との契約を解除。
- 5月23日、渋谷RUIDO K2にて主催試合「2ndシーズン上位5名でのスペシャルDAY」を開催。越智美咲、半田詩保子が出場選手登録で復帰戦を飾る。
- 6月11日、楽天Koboスタジアム宮城 場外特設ステージにて試合を開催。
- 6月22日、渋谷WWWにて、主催単独試合「内野でも外野でもいい球場へ連れていってね発売&1周年記念【1回表〜球場へ連れていって編】」を開催。
- 8月5日 - 7日、TOKYO IDOL FESTIVALに初出場。
- 8月9日、渋谷O-EASTで開催された「FM FUJI ”GIRLS❤GIRLS❤GIRLS” SUMMER LIVE!! 」にて、新曲「WE are UMPIRE」が初披露される。
- 8月10日、QVCマリンフィールドボールパークステージにて試合を開催。
- 8月13日 - 14日、楽天夏スタ!ファンミーティングを開催。
- 8月21日、渋谷RUIDO K2にて主催試合「真夏の死のロード第二章 折り返し地点 〜TIFで見つかったかどうかフリーライブでジャッジメント〜」と「背番号73番 奥愛梨生誕祭 - 浴衣もあるよ!マンタコ夏祭り - 」を開催。
- 8月28日、半田詩保子が退団。
- 9月22日、渋谷RUIDO K2にて主催試合「背番号9番 中本羽鞠生誕祭〜コマリンバースデー!みんなで一緒にはい、コマヨー!」を開催。
- 9月25日、渋谷RUIDO K2にて主催試合「背番号10番 篠塚つぐみ生誕祭〜わし、（24）になりました。だからつぐてや祝ってや!」を開催。
- 10月4日、渋谷TSUTAYA O-WESTにて、主催単独試合「真夏の死のロード第二章FINAL」〜1回裏 忘れたくない夏、審判系女子がワンマンライブで思い出をジャッジメント編〜 を開催。
- 10月15日、代々木第一体育館で開催された「SPORTS of HEART MUSIC FES 2016」にて試合を開催。
- 11月11日、廣島明音が退団。
- 11月23日、渋谷clus asia にて主催試合【CLIMAX SERIES総力戦!!ダブルヘッダー3マン】 を開催。
- 12月10日 - 11日、中国・上海に遠征。
- 12月25日、渋谷clus asia にてFES☆TIVEとの2マンライブ「絶対ワッショイ女子!FES☆TIボールズ主催〜クリパしよ〜ぜ!〜」を開催。

### 2017年
- 1月3日、渋谷TSUTAYA O-EASTにて主催試合【CLIMAX SERIES FAINAL 新春!!絶対直球FES.2017】を開催。
- 1月9日、東京ドームで開催された「ふるさと祭り東京〜日本のまつり・故郷の味」ふるさとステージにて試合を開催。
- 1月22日、東京アイドル劇場にて「背番号10番篠塚つぐみ300試合連続出場記念セレモニー」を開催。
- 1月28日、越智美咲との契約を解除。
- 2月11日、渋谷club CAMELOTにて主催試合「CLIMAX SERIES 裏FINAL無料ワンマンライブ」を開催。3rdシーズン閉幕。
- 3月11日、渋谷RUIDO K2にて主催試合「背番号6番 みゅう生誕祭〜祝19歳!嬉しいたけ大収穫祭」を開催。
- 3月20日、渋谷RUIDO K2にて主催試合「背番号22番 石田千紘生誕祭〜25歳やで!超・石田会」を開催。
- 3月25日、渋谷RUIDO K2にて主催試合「泥にまみれてがむしゃらに走れ!雑草魂の4th Season開幕戦」を開催。新曲「かっとばせ!!俺達」が初披露される。
- 4月30日 - 5月1日、中国・上海に遠征。
- 5月3日、渋谷clus asia にて主催試合【ゴールデンウィーク総力戦!! ダブルヘッダースリーマン】 を開催。
- 5月6日、武道館アイドル博2017（東京・日本武道館）に出演[3]。
- 5月21日 ジャイアンツ球場で行われたイースタン・リーグ公式戦巨人vsDeNAのイベント「GII全力応援デー!」にて試合を開催。始球式に登場し中本羽鞠が代表して投球を行う。
- 6月10日、恵比寿CreAtoにて主催試合「2周年ワンマンへの道〜喰らいつけ俺達‼」を開催。
- 6月25日、渋谷duo music exchangeにて主催試合「2周年記念 ダブルヘッダーワンマンライブ」を開催。キャプテンに木原美空、メンバーに中本羽鞠のほか、育成選手の大熊うらら、大熊こころを加えた、絶対直球女子!プレイボールズU-18が結成される。
- 7月1日、阿倍野ROCKTOWNで開催されたぴあ アイドルフェスタ vol.2にて試合を開催。
- 7月8日 - 9日、横浜赤レンガパークで開催された「[[アイドル横丁夏まつり!!#アイドル横丁夏まつり!!〜2017〜|]]」に初出場。
- 7月22日 - 23日、SEKIGAHARA IDOL WARS 2017〜関ケ原唄姫合戦〜に初出場。
- 8月4日 - 6日、TOKYO IDOL FESTIVALに2年連続2回目の出場。
- 8月23日 - 24日、東京ドームで行われたイースタンリーグ公式戦巨人vsヤクルトのイベントに参加。24日にはラクーアガーデンステージにて試合を開催。
- 8月26日 - 27日、横浜アリーナで開催された @JAM EXPO 2017 に初出場。
- 9月9日、新宿FACEにて主催試合「真夏の死のロード 〜第三章〜 千本ノックが終わらない FINAL単独試合」を開催。第4期メンバー2名がお披露目される。みゅうとボールボーイ上手スバルが引退。
- 9月18日、渋谷RUIDO K2にて主催試合「背番号9番中本羽鞠生誕祭〜15歳のこまりんバースデー!!やっぱり今年もはい、コマヨー!」を開催。同日、中本羽鞠が活動休止。
- 10月26日、郡司芹香が退団。
- 12月11日、恵比寿LIQUIDROOMにて主催試合「絶対直球女子!プレイボールズwith絶対直球男子!バック坂東's 4th season グランドフィナーレ」を開催。同日、石田千紘が引退。

### 2018年
- 2月3日、育成選手として、松井奈々、黒木美帆の2名が参加することが公式サイトにて発表される。
- 3月7日、OTODAMA RECORDSよりDOUBLE A SIDE CD Singleをリリース。
- 3月24日、育成メンバーレギュラー争奪バトルにて、育成選手4名を支配下登録することが決定。
- 3月25日、観月彩恵、小野村果歩が退団。
- 4月15日、渋谷RUIDO K2にて主催試合「新曲お披露目記念 そうだ！キャッチボールしよう！Don’t think!!FEEL 春のエアキャッチボール大会」を開催。新曲「キャッチボールしよう」が初披露される。
- 5月4日、渋谷club Asiaにて主催試合「12球団本拠地制覇ツアー ヤクルトスワローズ編」を開催。
- 5月13日、表参道GROUNDにて「大熊うらら生誕祭」を開催。
- 5月27日、MOTOYAMATA THE 3rd STAGEにて主催試合「12球団制覇ツアー 千葉ロッテ編」を開催。
- 6月25日、代官山UNITにて「5thシーズン開幕シリーズFINAL 結成3周年記念単独試合」を開催。新曲「ブロックサイン」が初披露される。
- 6月30日、札幌アニメ・声優専門学校内イベントホールにて当グループ初となる北海道遠征「絶対直球女子!プレイボールズ 12球団本拠地制覇ツアー@北海道編」を開催。
- 7月8日、横浜赤レンガパークで開催された「アイドル横丁夏まつり!!〜2018〜」に2年連続2回目の出場。同日、右肩故障のため大熊こころが故障者リスト入り。
- 7月11日、渋谷RUIDO K2にて主催試合「無銭試合シリーズ〜大熊うらら 受験応援試合〜」を開催。同日、大熊うららが活動休止。
- 7月15日、渋谷RUIDO K2にて主催試合「松井奈々 生誕祭」を開催。同日、同会場にて主催試合「12球団本拠地制覇ツアー 読売ジャイアンツ編」を開催。
- 7月21-22日、SEKIGAHARA IDOL WARS 2018〜関ケ原唄姫合戦〜 に2年連続2回目の出場。
- 7月26-28日、山梨にて全力少女Rと合同合宿を実施。
- 8月2日、松井奈々が集英社「週刊ヤングジャンプ」主催「サキドル エース SURVIVAL SEASON9」にエントリー。同誌表紙に登場[4]。
- 8月3日,5日、TOKYO IDOL FESTIVALに3年連続3回目の出場。また8月4日、同イベント DOLL FACTORYでの「週刊ヤングジャンプ presents サキドル エース THE LIVE」に松井奈々が出演。
- 8月13日、武道館アイドル博2018～1000人のアイドルと遊ぼう！～（東京・日本武道館）に出演[5]。
- 8月18日、enn 3rdにて主催試合「12球団本拠地制覇ツアー 楽天イーグルス編」を開催。同日、楽天生命パーク場外イベントステージにてインキーウップスと共に出演。
- 9月8日、中本羽鞠が退団。
- 10月6日、新入団育成選手として 一二三塁、小笠原叶恵、高木マルティネス綾の3名を発表。

### 2019年
- 3月14日、育成選手の一二三塁、小笠原叶恵、高木マルティネス綾が、3月29日の2019年シーズン開幕戦よりレギュラーメンバーに昇格することを発表。
- 3月22日、大熊うららが表参道GROUNDでの卒業公演をもって卒業。大学入学により学業を優先[6]。
- 3月23日、育成メンバーを中心としたユニット『勝どきファイターズ』の結成が決定し、初試合を4月10日に行うと発表[7]。
- 6月26日、渋谷 duo MUSIC EXCHANGEにて、4周年記念全国ツアー～【自分次第さ行こうぜ】～FINAL単独公演を開催。
- 7月20-21日、SEKIGAHARA IDOL WARS 2019〜関ケ原唄姫合戦〜 に3年連続3回目の出場。
- 8月1日、規約違反により奥愛梨との契約を解消[8]。
- 8月2日,3日、TOKYO IDOL FESTIVALに4年連続4回目の出場。
- 8月21日、育成の田宮空とラムをレギュラーメンバーにすることを発表。
- 10月16日、2020年2月11日をもって解散することを発表[9]。

### 2020年
- 1月7日、田宮空が規約違反により退団及び契約解除。
- 2月11日、新宿ReNYでのFINALワンマンライブをもって解散。

## メンバー
| 背番号 | 名前               | よみ                     | 生年月日（年齢）       | 出身地   | ニックネーム         | 備考                                        |
| ------ | ------------------ | ------------------------ | ---------------------- | -------- | -------------------- | ------------------------------------------- |
| 0      | 一二三塁           | ひふみ るい              | 1993年9月20日（31歳）  | 埼玉県   | ひふみん             | 第6期入団                                   |
| 2      | 小笠原叶恵         | おがさわら かなえ        | 2003年6月4日（21歳）   | 北海道   | ガッツ、なえっち     | 第6期入団                                   |
| 7      | 松井奈々           | まつい なな              | 1996年7月19日（28歳）  | 東京都   | なーな               | 第5期入団                                   |
| 10     | 篠塚つぐみ         | しのづか つぐみ          | 1992年9月25日（32歳）  | 神奈川県 | つぐちゃん、つぐてゃ | 第1期入団、キャプテン トランペット奏者      |
| 22     | 大熊こころ         | おおくま こころ          | 2003年9月27日（21歳）  | 栃木県   | こころ               | 第5期入団 野球部所属 元メンバー・うららの妹 |
| 39     | 木原美空           | きはら みく              | 2001年7月24日（23歳）  | 千葉県   | みく、マイコラスの嫁 | 第2期入団 U-18キャプテン                    |
| 48     | 高木マルティネス綾 | たかぎ マルティネス あや | 1998年1月30日（27歳）  | 東京都   | マルちゃん           | 第6期入団                                   |
| 54     | 黒木美帆           | くろき みほ              | 1997年10月29日（27歳） | 東京都   | ジョニー             | 第5期入団                                   |
| 11     | ラム               | らむ                     | 12月24日               |          |                      | 第7期入団                                   |

### 元メンバー
| 背番号 | 名前       | よみ              | 生年月日       | 出身地   | 最終在籍日     | 備考                                      |
| ------ | ---------- | ----------------- | -------------- | -------- | -------------- | ----------------------------------------- |
| 13     | 大道寺葵   | だいどうじ あおい | 1996年9月3日   | 東京都   | 2016年5月15日  | 第1期入団、初代キャプテン                 |
| 7      | 半田詩保子 | はんだ しほこ     | 1996年5月7日   | 静岡県   | 2016年8月28日  | 第1期入団                                 |
| 8      | 廣島明音   | ひろしま あかね   | 1996年7月4日   | 大阪府   | 2016年11月11日 | 第1期入団                                 |
| 2      | 越智美咲   | おち みさき       | 1996年3月21日  | 愛媛県   | 2017年1月28日  | 第1期入団                                 |
| 6      | みゅう     | みゅう            | 1998年3月11日  | 鹿児島県 | 2017年9月9日   | 第3期入団                                 |
| 4      | 郡司芹香   | ぐんじ せりか     | 1998年9月21日  | 神奈川県 | 2017年10月26日 | 第4期入団                                 |
| 22     | 石田千紘   | いしだ ちひろ     | 1992年3月20日  | 兵庫県   | 2017年12月11日 | 第2期入団                                 |
| 12     | 観月彩恵   | みづき あやめ     | 1997年5月1日   | 三重県   | 2018年3月25日  | 第1期入団                                 |
| 19     | 小野村果歩 | おのむら かほ     | 1998年1月6日   | 埼玉県   | 2018年3月25日  | 第4期入団                                 |
| 9      | 中本羽鞠   | なかもと こまり   | 2002年9月23日  | 大阪府   | 2018年9月8日   | 第2期入団 2025年2月からfav meメンバー     |
| 44     | 大熊うらら | おおくま うらら   | 2000年5月17日  | 栃木県   | 2019年3月22日  | 第5期入団                                 |
| 73     | 奥愛梨     | おく あいり       | 1997年8月21日  | 埼玉県   | 2019年8月1日   | 第1期入団 2021年2月からJAPANARIZMメンバー |
| 62     | 田宮空     | たみや そら       | 1995年12月16日 | 香川県   | 2020年1月7日   | 第7期入団                                 |

## 作品

### シングル

#### carbonic reccord
|     | 発売日        | タイトル | 規格品番     | 最高位 |
| --- | ------------- | --- | ------------ | ------ |
| 1st | 2015年7月19日 | 絶対直球少女隊 1. 絶対直球少女隊 2. Super Summer 3. ぐうロマン 4. 絶対直球少女隊 (Intrumental) 5. Super Summer (Intrumental) 6. ぐうロマン (Intrumental) | HOSHINO-1001 | -      |
| 2nd | 2016年1月31日 | 野球しようぜ!／ダイビングキャッチ 1. 野球しようぜ! 2. ダイビングキャッチ 3. 恋の牽制球（Cho・Chu・Mocha） 4. 野球しようぜ! (Intrumental) 5. ダイビングキャッチ (Intrumental) 6. 恋の牽制球（Cho・Chu・Mocha）（Intrumental）                                                   | PBRC-1001    | -      |
| 3rd | 2016年6月22日 | 内野でも外野でもいい球場へ連れて行ってね 1. 内野でも外野でもいい球場へ連れて行ってね 2. ありがとうをフルスイング 3. バ・バ・バ・バント 4. 内野でも外野でもいい球場へ連れて行ってね (Intrumental) 5. ありがとうをフルスイング (Intrumental) 6. バ・バ・バ・バント (Intrumental) | PBRC-1003    | -      |
| 4th | 2016年10月4日 | WE are UMPIRE 1. WE are UMPIRE 2. next batters circle 3. サヨナラノチャンス 4. WE are UMPIRE (instrumental) 5. next batters circle (instrumental) 6. サヨナラノチャンス (instrumental)                                                                                         | PBRC-1005    | -      |
| 5th | 2017年5月3日  | かっとばせ!!俺達 1. かっとばせ!!俺達 2. ありがとうをフルスイング punk.ver 3. かっとばせ!!俺達 (instrumental) 4. ありがとうをフルスイング punk.ver (instrumental) | PBRC-1007    | -      |

#### OTODAMA RECORDS
|     | 発売日       | タイトル | 規格品番   | 最高位 |
| --- | ------------ | --- | ---------- | ------ |
| 1st | 2018年3月7日 | Standing Double 1. Standing Double 2. 絶対直球少女隊 3. ぐうロマン 4. Standing Double (Intrumental) 5. 絶対直球少女隊 (Intrumental) 6. ぐうロマン (Intrumental) | POCE-11081 | 27位   |

### アルバム
|     | 発売日       | タイトル | 規格品番  | 最高位 |
| --- | ------------ | --- | --------- | ------ |
| 1st | 2017年7月1日 | POWER SLUGGER 1. プレイボール‼2015 2. 絶対直球少女隊 3. 野球しようぜ! 4. ダイビングキャッチ 5. 内野でも外野でもいい球場へ連れて行ってね 6. WE are UMPIRE 7. かっ飛ばせ!!俺達                                                 | PBRC-1008 | -      |
| 2nd | 2017年9月9日 | IBUSHI GIN 1. Super Summer 2. ぐうロマン 3. 恋の牽制球 2017ver. 4. バ・バ・バ・バント 5. ありがとうをフルスイング 6. next batters circle 7. サヨナラノチャンス 8. ありがとうをフルスイングpunk.ver 9. 千本ノックが終わらない | PBRC-1009 | -      |

### DVD
|     | 発売日         | タイトル                                       |
| --- | -------------- | ---------------------------------------------- |
| 1st | 2016年11月23日 | 1st Anniversary Special ONEMAN LIVE at 渋谷WWW |
| 2nd | 2017年9月9日   | 2ND ANNIVERSARY ONEMAN                         |

## ミュージックビデオ
| 監督         | 曲名 |
| ------------ | --- |
| コヤマタイガ | 絶対直球少女隊 Super Summer ダイビングキャッチ 野球しようぜ! 内野でも外野でもいい球場へ連れて行ってね WE are UMPIRE かっとばせ!!俺達 |
| 不明         | バ・バ・バ・バント ありがとうをフルスイング                                                                                          |

## 出演

### テレビ出演
- WOOD STOCK PARTY（2016年2月5日 テレビ埼玉）
- 発掘ミラクルフォト（2016年5月29日、6月5日 TOKYO MX）
- 発見!○○な人（2016年6月14日 TBSテレビ）
- 女神スポーツ（2017年9月〜 Kawaiian TV）
- 櫻井・有吉 THE夜会（2017年11月16日 TBSテレビ）
- アイドルゾーン20時（2019年4月2日‐6月28日、TOKYO MX2）火曜アシスタント、篠原のみ[10]

### ラジオ出演
- 渋谷P.RのLike a family （2015年5月21日 下北FM）
- じろー&がんちゃんの☆→と Night ラヂオ （2015年6月28日 FM府中）
- くにまるジャパン （2015年12月18日 文化放送）
- これからみんなでめちゃくちゃ喋って騒ごう騒ごう （2015年12月23日 FM浦安）
- キラスタ （2016年2月1日 FM NACK5）
- スポーツフォーカル （2016年2月22日 琉球放送）
- GIRLS♥GIRLS♥GIRLS =flying high= プレイボールズのヒット&ラジオ （毎週水曜23:30-24:00 FM FUJI 2016年4月6日 - 7月27日）
- GIRLS・GIRLS・GIRLS =RED ZONE= プレイボールズのヒット&ラジオ（毎週水曜23:00-23:30 FM FUJI 2016年8月3日 - 2017年12月27日）
- おもいで歌謡うた物語 （2016年5月9日 レインボータウンFM）
- スルースキルズの甘い言葉で罵って （2017年3月19日 調布FM）
- DJ Tomoaki’s Radio Show! （2017年5月18日 下北FM）
- ラジオのアナ〜ラジアナ （2018年2月27日 FM NACK5）

### インターネット配信
- AbemaPrime (2016年6月24日 Abema news AbemaTV)
- UtaTenプレゼンツ スタートゲート (2016年6月27日 AbemaTV Fresh! AbemaTV)
- CHIEのスピログ! (2016年7月18日 LoGiRL)
- 矢口真里の火曜 The NIGHT (2016年10月25日 Abema SPECIAL AbemaTV)
- アメステトーク (2017年3月24日 AbemaTV Fresh! AbemaTV)
- 絶対直球TV （YouTube）
- つぐてやの『みなぎるぅぅぅあSHOWROOM屋さん』（Showroom）随時配信
- プレイボールズ奥愛梨のよきな〜!しょうるーむ（Showroom）随時配信

## 書籍

### 雑誌
- 週刊ヤングジャンプ (No.12号 2017年02月16日 巻末グラビア) - 奥愛梨、観月彩恵